# Ahmadábád
Ahmadábád (gudzsaráti: અમદાવાદ Amdāvād, hindi: अहमदाबाद) az indiai Gudzsarát állam legnagyobb városa és 7,6 milliós lakosságával (2016) az egyik legnagyobb városi agglomeráció Indiában. A Szábarmati folyó partján fekszik, az Ahmadábádi kerület adminisztratív központja és 1960-tól 1970-ig (amikor az Gandhinágárba költözött) Gudzsarát állam fővárosa volt.
A várost néha Karnávati néven említik, ami egy azonos helyen fekvő régi város neve. A gudzsaráti népnyelvben csak Amdávádnak nevezik.

## Népesség
A város népességének változása:
| Lakosok száma | 3 312 200 | 5 570 585 | 7 645 000 |
|               | 1991      | 2011      | 2016      |

## Éghajlat
| Hónap                                         | Jan. | Feb. | Már. | Ápr. | Máj. | Jún. | Júl. | Aug. | Szep. | Okt. | Nov. | Dec. | Év   |
| --------------------------------------------- | ---- | ---- | ---- | ---- | ---- | ---- | ---- | ---- | ----- | ---- | ---- | ---- | ---- |
| Rekord max. hőmérséklet (°C)                  | 36,1 | 40,6 | 43,9 | 46,2 | 50,0 | 47,2 | 42,2 | 40,4 | 41,7  | 42,8 | 38,9 | 35,6 | 50,0 |
| Átlagos max. hőmérséklet (°C)                 | 28,1 | 30,8 | 35,8 | 39,6 | 41,6 | 38,8 | 33,6 | 32,0 | 33,8  | 35,7 | 32,9 | 29,5 | 34,4 |
| Átlagos min. hőmérséklet (°C)                 | 12,4 | 14,3 | 19,5 | 23,9 | 27,0 | 27,5 | 25,9 | 25,0 | 24,7  | 21,4 | 16,7 | 13,4 | 21,0 |
| Rekord min. hőmérséklet (°C)                  | 3,3  | 2,2  | 9,4  | 12,8 | 19,1 | 19,4 | 20,4 | 21,2 | 17,2  | 12,6 | 8,3  | 3,6  | 2,2  |
| Átl. csapadékmennyiség (mm)                   | 1    | 1    | 1    | 2    | 7    | 80   | 291  | 266  | 87    | 12   | 2    | 1    | 751  |
| Havi napsütéses órák száma                    | 287  | 274  | 278  | 297  | 330  | 238  | 130  | 111  | 221   | 291  | 274  | 289  | 3020 |
| Forrás: India Meteorological Department; NOAA |      |      |      |      |      |      |      |      |       |      |      |      |      |

## Történelem
A várost 1411-ben mint a Gudzsaráti Szultanátus fővárosát alapították, névadója Ahmad Sah szultán volt. A brit uralom idején katonai helyőrség állomásozott itt; a várost kiterjesztették és infrastruktúráját modernizálták.
Bár a britek beolvasztották a Bombayi Elnökségbe, Ahmadábád továbbra is a gudzsaráti régió legfontosabb városa maradt.
A városban virágzó textilipar alakult ki, erről kapta a „keleti Manchester” becenevet. A város az indiai függetlenségi mozgalom élvonalában harcolt a 20. század első felében. Sok polgári engedetlenségi kampány központja volt, amelyek a munkások jogaiért, a polgárjogokért és a politikai függetlenségért szálltak síkra.
Gudzsarát állam 1960-as megalapítása után Ahmadábád előtérbe került mint az állam politikai és kereskedelmi központja.

## Gazdaság
A városban (amely nemrég még földútjairól és bungalóiról volt híres) jelentős építőipari fellendülés és a lakosság számának növekedése tapasztalható. Ahmadábád, a feltörekvő oktatási, információs technológiai (IT) és tudományos központ továbbra is úgy Nyugat-India nagy részének, mint Gudzsarát államnak kulturális és kereskedelmi központja.

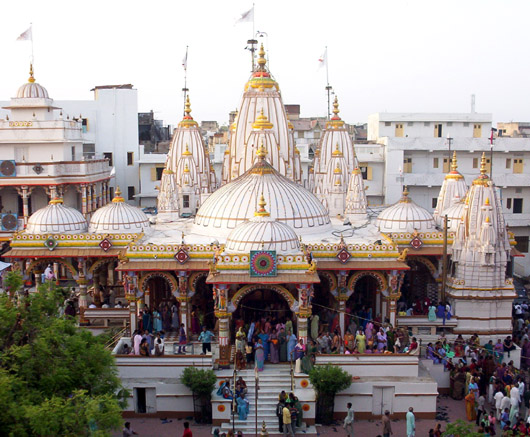
Sri Szvámínárájan Szampradáj templom

2000 óta a városkép teljesen átalakult az újonnan épített felhőkarcolóknak, bevásárlóközpontoknak és multiplex moziknak köszönhetően. A fejlődést azonban hátráltatják a természeti katasztrófák, a politikai instabilitás és a lakosság körében tapasztalható erőszakhullámok.

## Sport
Ahogy szinte egész Indiában, Ahmadábádban is nagy népszerűségnek örvend a krikett. Itt található az Indian Premier League Húsz20-as krikettbajnokság egyik csapatának, a Gujarat Titansnak a székhelye. Hazai pályájuk a világ legnagyobb krikettstadionja, a Narendra Modi Stadion.